# 七合村
七合村（ななごうむら）は栃木県那須郡に属していた村である。

## 地理
現在の那須烏山市の北部、旧烏山町の北西部に位置し、現在の那珂川町の南東部、旧小川町の南部に位置する。
- 河川：那珂川、中山川

## 歴史

### 村域の変遷
- 1889年（明治22年）4月1日 - 町村制施行により、谷浅見村、興野村、滝田村、大桶村、中山村、白久村、谷田村が合併し那須郡七合村が成立する。
- 1949年（昭和24年） - 七合村の一部（滝田村の一部）は烏山町に編入。
- 1954年（昭和29年）3月31日 七合村は烏山町、向田村、境村と合併し烏山町が発足。七合村は消滅。
- 1955年（昭和30年）4月1日 - 旧七合村の一部（谷田）は小川町へ編入する。
- 1960年（昭和35年）4月1日 - 旧七合村の一部（白久の一部）は小川町へ編入する。

変遷表
| 1868年 以前 | 1868年 以前   | 明治7年  | 明治22年 4月1日 | 昭和24年      | 昭和29年 8月1日 | 昭和30年 4月1日 | 昭和35年 4月1日 | 平成17年 10月1日 | 現在       |
| ----------- | ------------- | -------- | --------------- | ------------- | --------------- | --------------- | --------------- | ---------------- | ---------- |
|             | 滝田村        | 滝田村   | 七合村          | 烏山町 に編入 | 烏山町          | 烏山町          | 烏山町          | 那須烏山市       | 那須烏山市 |
|             | 滝田村        | 滝田村   | 七合村          | 七合村        | 烏山町          | 烏山町          | 烏山町          | 那須烏山市       | 那須烏山市 |
|             | 大桶村        |          | 七合村          |               | 烏山町          | 烏山町          | 烏山町          | 那須烏山市       | 那須烏山市 |
|             | 興野村        |          | 七合村          |               | 烏山町          | 烏山町          | 烏山町          | 那須烏山市       | 那須烏山市 |
|             | 谷浅見村      |          | 七合村          |               | 烏山町          | 烏山町          | 烏山町          | 那須烏山市       | 那須烏山市 |
|             | 中山村        | 中山村   | 七合村          |               | 烏山町          | 烏山町          | 烏山町          | 那須烏山市       | 那須烏山市 |
|             | 八ケ平村      | 中山村   | 七合村          |               | 烏山町          | 烏山町          | 烏山町          | 那須烏山市       | 那須烏山市 |
|             | 白久村        |          | 七合村          |               | 烏山町          | 烏山町          | 烏山町          | 那須烏山市       | 那須烏山市 |
|             | 小川町 に編入 | 那珂川町 | 七合村          | 那珂川町      | 烏山町          | 烏山町          |                 |                  |            |
|             | 谷田村        | 谷田村   | 七合村          | 那珂川町      | 烏山町          | 小川町 に編入   | 小川町          |                  |            |

## 大字
- 大桶（おおけ）
- 興野（きょうの）
- 滝田（たきた）
- 谷浅見（やあざみ）
- 中山（なかやま）
- 白久（しらく）
- 谷田（やだ）

## 人口・世帯

### 人口
総数 [単位： 人]
| 1891年（明治24年） | 3,216 |
| 1920年（大正 9年） | 4,557 |
| 1935年（昭和10年） | 5,319 |
| 1950年（昭和25年） | 6,528 |

### 世帯
総数 [単位： 世帯]
| 1920年（大正 9年） | 864   |
| 1935年（昭和10年） | 936   |
| 1950年（昭和25年） | 1,078 |